# Томаш Черни
Томаш Черни (на чешки: Tomáš Černý) е бивш чешки футболист, вратар.

## Професионална кариера
Юноша на Сигма Оломоуц Чехия. Играе като вратар, като дебютира за тима на Сигма Оломоуц Чехия през 2002, като е използван главно във втория отбор и като резервен вратар, а дебют прави на 12 март 2005 в мач завършил 0:0 с Пржибрам Чехия. В периода от 2007 до 2009 играе под наем в Хамилтон Академикъл Шотландия като се включва отлично, печелейки и наградата за играч на месец януари 2009 в първенството на Шотландия. През 2009 преминава за постоянно в състава на Хамилтон Академикъл като е избран за най-добър играч на тима за сезон 2008/09. На 26 юни 2012 подписва с ЦСКА, като се налага като титуляр за армейците и за 58 официални мача записва 32 чисти мрежи. През лятото на 2014 преминава в Ерготелис Гърция, а през 2015 играе за Хибърниън Шотландия. От 2015 до 2018 играе за Патрик Тистъл Шотландия, като е избран за играч на тима за сезон 2015/16. През юли 2018 преминава в редиците на Абърдийн Шотландия.
Изиграва 6 мача за националния тим на Чехия до 17 години, 5 мача за тима до 18 години, 12 мача с 1 гол за тима до 19 години и 5 мача за този до 21 години. През 2003 печели бронз с тима на Чехия на Европейското първенство до 19 години